# كابماني
بلدية كابماني (بالإسبانية: Capmany) هي بلدية تقع في مقاطعة جرندة التابعة لمنطقة كتالونيا شمال شرق إسبانيا.

## الديموغرافيا
بلغ عدد سكان بلدية كابماني 623 نسمة عام 2011 (وفقاً للمعهد الوطني الإسباني للإحصاء).
| 394 | 407 | 493 | 500 | 518 | 593 | 623 |